# Michele Andalò
Michele Andalò (Bologna, 1973) è un controtenore italiano, maestro di canto, laureato in storia medievale.

## Biografia
Ha studiato canto sotto la guida del M° William Matteuzzi, perfezionandosi a Milano, Imola e Verona.
Nell'ambito operistico ha debuttato al Teatro della Pergola di Firenze nel "Podestà di Colognole" di Jacopo Melani sotto la direzione di Jean-Claude Malgoire.
Insieme al M° Saverio Villa è fondatore degli ensemble di musica barocca "Cappella Teatina" e "Animantica".
Dal 1996 partecipa a numerose rassegne in Italia e all'estero, affiancato sovente da famosi interpreti della musica antica. 
Dal 1998 si esibisce in duo con il cembalista Marco Farolfi e con il fisarmonicista Giorgio Dellarole. 
Ha preso parte a documentari, produzioni televisive (BBC, ORF, RAI, etc.), dirette radiofoniche e colonne sonore.
È attivo anche come maestro di canto presso prestigiosi enti musicali e direttore artistico di rassegne musicali in Italia e all'estero. 

## Discografia
- Orphans and Virtuoses - Cappella Teatina - SOMM Recordings, 2003  [SOMMCD 232]
- L'Orfeo - favola in musica - Sergio Vartolo - Brilliant Classics, 2006 [94373]
- Musica al tempo del Guercino - Animantica - Stradivarius, 2013  [STR 33932]
- Candia 1669 - Venetian, Greek, Ottoman and Sephardic Music at the Time of the Cretan War - Animantica - Bongiovanni, 2017  [GB 5197-2]
- Salomone Rossi Ebreo - A Jewish composer in XVIIth Century Italy -  La Dafne - Bongiovanni, 2017  [GB 5638-2]
- Maestri a Sant'Onofrio - Animantica - Bongiovanni, 2019  [GB 5203-2]
- Luna Malinconica - Michele Andalò Quartet - Bongiovanni, 2020 [GB 0000-1]
- Alessandro Scarlatti, Domenico Scarlatti, Cantate profane, Sonate per cembalo - Bongiovanni, 2022  [GB 5215-2]
- Quartetto 1919 - Live in Bregenz - MGM Metropolitan Groove Merchants distribution, 2025 [D-RP25QLP0001]
- 'Tis Nature's Voice - MGM Metropolitan Groove Merchants distribution, 2025 [D-RP25QLP0002]

## Pubblicazioni
- La nascita dell'opera da Firenze nel mondo - Amadeus, 2002  [Cd-rom]
- Castrato - BBC - Nicholas Clapton, 2006 [IMDb - documentario]
- Heavenly Voices - The Legacy of Farinelli - ArtHausMusik GmbH, 2013 [ DVD Cat. No. NTSC 101 689]
- L'Aurora - colonna sonora del cortometraggio di Lorenzo Cassel, 2019